# عبدالولی نیازی
 عبدالولی نیازی (زاده ۱۳۴۶ ولسوالی درایم بدخشان) یک سیاست‌مدار اهل افغانستان است. وی توانست در دوره‌های شانزدهم و هفدهم مجلس نمایندگان افغانستان به عنوان نماینده مردم ولایت بدخشان به پارلمان افغانستان راه یابد.

## زندگی‌نامه
عبدالولی نیازی زاده ۱۳۴۶ از ولسوالی درایم ولایت بدخشان است. وی تحصیلات دانشگاهی خود را در رشته شرعیات در دانشگاه دعوت و جهاد پیشاور پاکستان به اتمام رساند. وی عضو حزب جمعیت اسلامی است.

## مجلس نمایندگان

### دوره شانزدهم
وی در دوره شانزدهم مجلس نمایندگان افغانستان، عضو کمیسیون منابع طبیعی و محیط زیست، انرژی و آب بود.

### دوره هفدهم
وی توانست با کسب ۶٫۵۲۴ رأی، از ولایت بدخشان، به مجلس نمایندگان راه پیدا کند.

## دیگر فعالیت ها
- رتبه نظامی دگروال و تعدیل به رتبه ملکی.[۱][۲]
- رئیس نشرات در ریاست عمومی امر به معروف.[۱][۲]
- عضو لویه جرگه قانون اساسی.[۱][۲]
- عضو لویه جرگه اضطراری.[۱][۲]
- ولسوال درایم (۱۳۸۲-۱۳۸۴).[۱][۲]
- ولسوال کشم (۱۳۸۷-۱۳۹۰).[۱][۲]